# Sazeray
Sazeray – miejscowość i gmina we Francji, w Regionie Centralnym, w departamencie Indre.
Według danych na rok 1990 gminę zamieszkiwało 370 osób, a gęstość zaludnienia wynosiła 16 osób/km² (wśród 1842 gmin Regionu Centralnego Sazeray plasuje się na 780. miejscu pod względem liczby ludności, natomiast pod względem powierzchni na miejscu 555.).